# Aak
AAK kan även syfta på AAK AB, tidigare Aarhus Karlshamn AB.

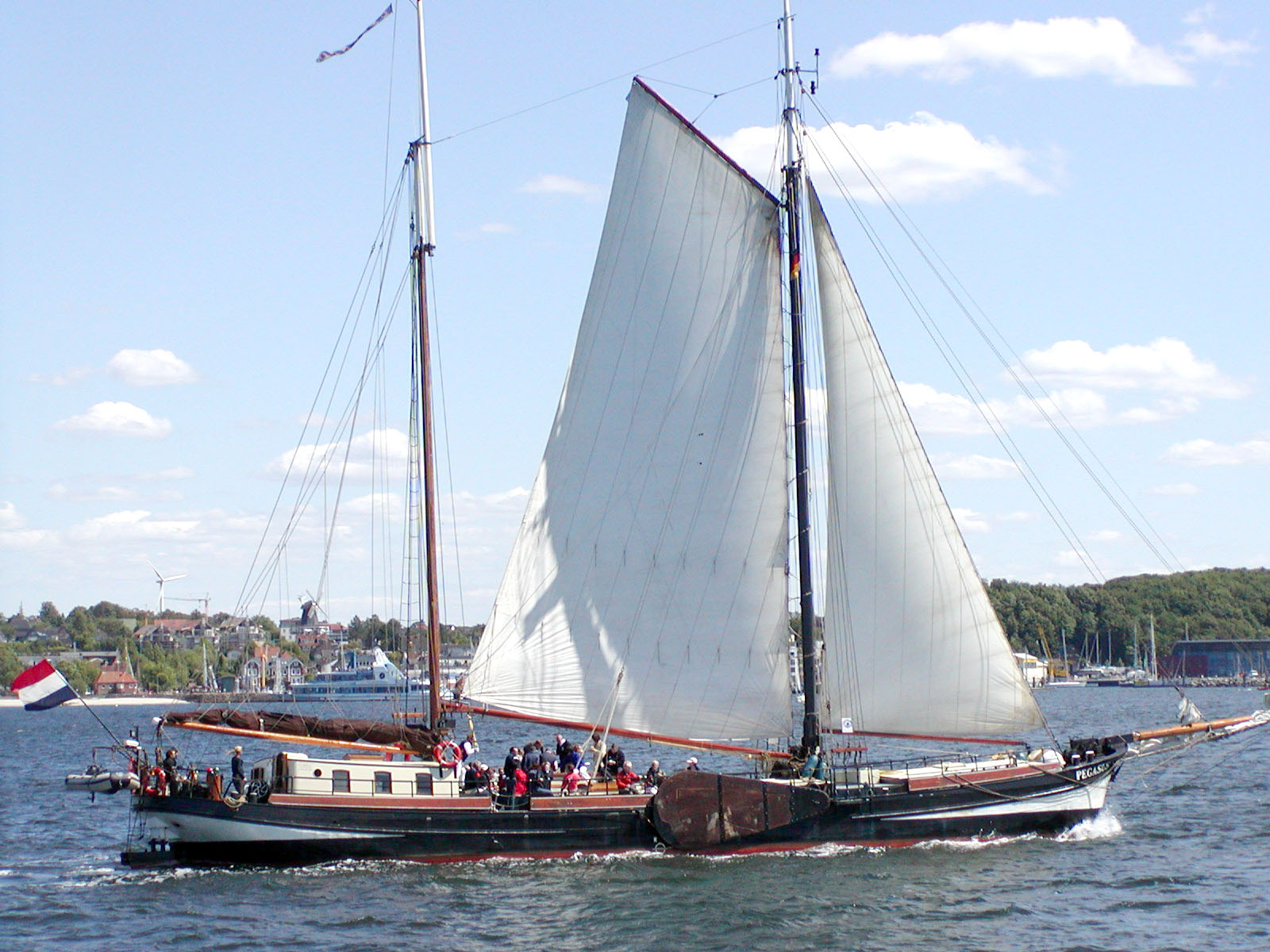
Klipperaak under Kieler Woche

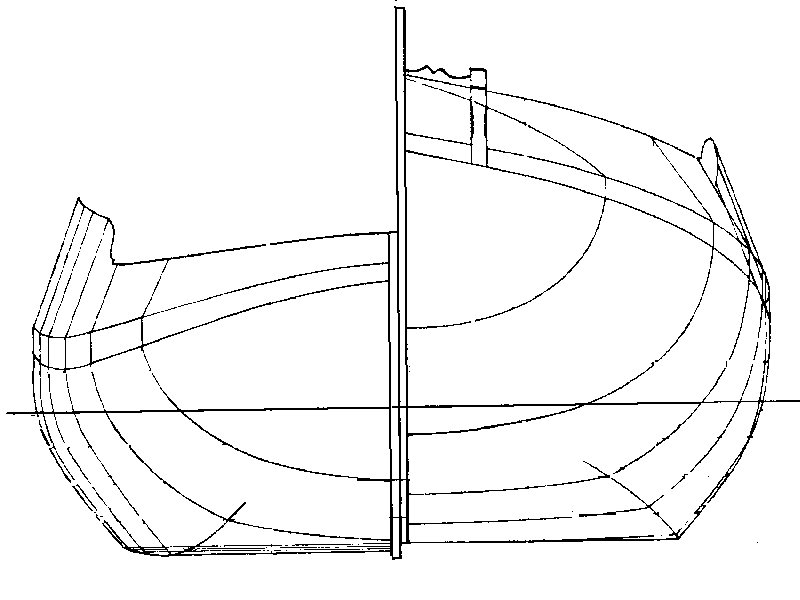
Spantritning av en aak

En aak är ett slags lastpråm eller flatbottnat fartyg, som begagnades på Rhen. Ordet kommer från nederländskan.